# Jati Sela
Jati Sela is een bestuurslaag in het regentschap West-Lombok van de provincie West-Nusa Tenggara, Indonesië. Jati Sela telt 6925 inwoners (volkstelling 2010).